# Vasculaire dementie
Vasculaire dementie (VaD) is een vorm van dementie die veroorzaakt wordt door het afsterven van hersengebieden door verstoring van de bloedtoevoer in de hersenen.
- Multi-infarctdementie is een vorm van vasculaire dementie die kan optreden na een aantal beroertes.
- Mengbeelddementie is een combinatie van Alzheimer en VaD. Mengbeelddementie betreft 10 tot 20% van de dementiegevallen.[1]

## Epidemiologie
Op de ziekte van Alzheimer na, is vasculaire dementie de meest voorkomende soort dementie. In Westerse landen komt de ziekte voor bij ongeveer 1,5% van de bevolking. In Japan ligt de prevalentie iets hoger: 2,2%. Daarnaast komt VaD voor in de helft van de gevallen van dementie in Japan, hoger dan in Nederland. Uit een studie is gebleken dat VaD vaker voorkomt dan Alzheimer bij mensen boven de 85 jaar. In tegenstelling tot de ziekte van Alzheimer, komt VaD vaker voor bij mannen dan bij vrouwen.

## Oorzaken
De belangrijkste risicofactoren voor het ontwikkelen van vasculaire dementie zijn hypo- en hypertensie (lage of hoge bloeddruk), hart- en vaatziekten, suikerziekte, roken, leeftijd,  lacunaire infarcten en laesies in de witte stof.
Vasculaire dementie kan veroorzaakt worden door:
- Een aantal beroertes (CVA's), die tegelijkertijd of na elkaar plaatsvinden. Dit wordt ook wel multi-infarctdementie genoemd.
- Eén beroerte op een cruciale plek in de hersenen, ook wel een strategisch infarct genoemd.
- Beschadiging van de witte stof door verstoring van de bloedtoevoer. Een specifieke vorm van deze beschadiging wordt de ziekte van Binswanger genoemd.
- CADASIL-syndroom. Dit is een erfelijke aandoening die zorgt voor afwijkingen in de kleine bloedvaten in de diepere delen van de hersenen.[7]

VaD is dus niet het gevolg van neurodegeneratieve aandoeningen.

## Diagnose
VaD manifesteert zich meestal tussen het 65e en het 75e levensjaar. De symptomen lijken sterk op die van andere vormen van dementie, zoals geheugenverlies, taalstoornissen en desoriëntatie. Wel ontstaan deze meestal abrupter dan bij bijvoorbeeld bij Alzheimer en gaat de patiënt sneller (stapsgewijze) achteruit. Meestal presteert de patiënt beter op verbale en geheugentaken, maar doet deze het slechter op executieve functies. Bij Alzheimer is het net andersom. Wel kan er tussentijds verbetering optreden.
De patiënten hebben vaak al langer last van hart- en vaatziekten. Als de symptomen ontstaan binnen drie maanden na een beroerte, is meestal sprake van VaD.
Na de diagnose is de overlevingskans na 5 jaar 39%.

## Symptomen
| - Geheugenproblemen - Slordige spraak - Taalproblemen - Duizeligheid - Slapte in ledematen - Gebrek aan concentratie | - Dwaalgedrag - Bewegen met snelle, schuifelende pasjes - Incontinentie - Ongepast lachen, schreeuwen of huilen - Moeite met het opvolgen van instructies - Problemen met omgaan met geld - Oogproblemen |

## Voorkomen
VaD is niet te genezen. Wel kan de ziekte, net als andere hart- en vaatziekten, soms voorkomen of vertraagd worden door middel van vetarme voeding, niet roken en niet drinken. Ook kunnen er behandelingen gegeven worden zodat het leven wel gemakkelijker wordt.

## Hulp van lotgenoten

### België
De Vlaamse Alzheimer Liga is pluralistisch en niet gebonden aan andere organisaties. Ze heeft samenwerkingsverbanden met zelfhulpgroepen en organisaties. De Liga ondersteunt de uitwisseling van kennis over en ervaring met de ziekte van Alzheimer aan de hand van familiegroepen en doet ook aan mediavoorlichting.

### Nederland
Alzheimer Nederland is de organisatie waarin mensen met dementie, of zij die in hun omgeving met dementie of de ziekte van Alzheimer te maken krijgen, zich verenigen.